# El Juncal (ort i Honduras)
El Juncal är en ort i Honduras.   Den ligger i departementet Departamento de Yoro, i den centrala delen av landet, 170 km nordost om huvudstaden Tegucigalpa. El Juncal ligger 135 meter över havet och antalet invånare är 1 286.
Terrängen runt El Juncal är huvudsakligen kuperad, men den allra närmaste omgivningen är platt. Runt El Juncal är det ganska glesbefolkat, med 24 invånare per kvadratkilometer. Närmaste större samhälle är Olanchito, 15,5 km väster om El Juncal. 